# Artin–Mazurs zetafunktion
Inom matematiken är Artin–Mazur zetafunktion, uppkallad efter Michael Artin och Barry Mazur, en funktion som används i studiet av itererade funktioner som förekommer i dynamiska system och fraktaler.
Funktionen definieras som den formella potensserien
{\displaystyle \zeta _{f}(z)=\exp \left(\sum _{n=1}^{\infty }{\textrm {card}}\left({\textrm {Fix}}(f^{n})\right){\frac {z^{n}}{n}}\right)}
där Fix(ƒ n) är mängden av fixpunkter av den n-te iterationen av ƒ och card(Fix(ƒ n)) är kardinaliteten av denna mängd.
Notera att zetafunktionen är definierad bara om antalet fixpunkter är ändligt. Definitionen är formell i att serien har inte alltid ändlig konvergensradie.
Artin–Mazurs zetafunktion är invariant under topologisk konjugation.

## Analogier
Artin–Mazurs zetafunktion är formellt lik den lokala zetafunktionen, då en diffeomorfi på en kompakt mångfald ersätter Frobeniusavbildningen för en algebraisk varietet över en ändlig kropp.
Iharas zetafunktion av en graf kan ses som ett exempel på Artin–Mazurs zetafunktion.

### Allmänna källor
- Artin, Michael; Mazur, Barry (1965). ”On periodic points”. Annals of Mathematics. Second Series (Annals of Mathematics) 81 (1):  sid. 82–99. doi:10.2307/1970384. ISSN 0003-486X.
- David Ruelle, Dynamical Zeta Functions and Transfer Operators (2002) (PDF)
- Kotani, Motoko; Sunada, Toshikazu (2000). ”Zeta functions of finite graphs”. J. Math. Sci. Univ. Tokyo 7:  sid. 7–25.
- Terras, Audrey (2010). Zeta Functions of Graphs: A Stroll through the Garden. "128". Cambridge University Press. ISBN 0-521-11367-9